# De Profvndis Clamati
De Profvndis Clamati ist eine brasilianische Funeral-Doom-Band.

## Geschichte
De Profvndis Clamati wurde als Extreme-Metal-Band gegründet. Mit dem Einstieg des Sängers und Keyboarders Kleber Fainer im Frühjahr 2002 änderte die Band jedoch ihren Stil und richtete sich zunehmend auf die Vision Fainers aus. Nach Jahren der von Konflikten und Schwierigkeiten geprägten Bandaktivität blieb Fainer das einzig beständige Mitglied der frühen Bandkonstellation. Veröffentlichungen der Gruppe erschienen nur wenige.
Die Debüt-EP aus dem Jahr 2011 In Between Passionate Minnuendos wurde über FunerART posmoGROUP und 2012 zum Album ergänzt über Moscow Funeral League Records veröffentlicht. Eine labellose Single-Veröffentlichung aus dem Jahr 2013 wurde 2019 von Satanarsa Records wiederveröffentlicht. Die Veröffentlichungen wurden selten, jedoch positiv aufgenommen und lobend besprochen.

## Stil
Die von De Profvndis Clamati gespielte Musik wird dem Funeral Doom zugerechnet. Rezensenten beschreiben den dargebrachten Stil als Verbindung von „düsterem und traurigem Doom Metal mit Neoklassik-Elementen“ sowie als Funeral-Doom der Anhängern des Genres ohne Einschränkung zu empfehlen sei. Zum Vergleich werden Interpreten wie Skepticism, Mournful Congregation, My Dying Bride, Empyrium, Agalloch und Wolves in the Throne Room bemüht.
Dante DuVall beschreibt die Musik in einer für Doom-Metal.com verfassten Rezension zu In Between Passionate Minnuendos als in jedem Stück „um den Rhythmus strukturiert“. Diese beginnen mit mäßigem für den Funeral Doom typischen Tempo und steigern sich allmählich zu einer Klimax die den melodischen Abwandlungen des Black Metal entspricht. Klaviere, Synthesizer, Chöre und Orgeln stehen dabei im Mittelpunkt und werden durch einfache repetitive Gitarrenmelodien ergänzt. Das Riffing beschreibt er als „sehr flockig und leicht“ ohne besondere Vorkommnisse. Der Gesang variiere zwischen Sprechen, Gurgeln Growling, Stöhnen und Krächzen.

## Diskografie
- 2011: In Between Passionate Minnuendos (EP, FunerART posmoGROUP)
- 2012: In Between Passionate Minnuendos (Album, MFL Records)
- 2013: The Transylvanian Mountainside Aria (Single, Selbstverlag, 2019 Satanarsa Records)